# Be My Wife
«Be My Wife» (перевод с англ. — «Будь моей женой») — песня британского рок-исполнителя Дэвида Боуи, второй сингл альбома Low, выпущенного 17 июня 1977 года.
Этот трек смягчает остальную, более электронную часть альбома. В отличие от остальных треков альбома Low, Be My Wife выделяется довольно тяжёлым гитарным звучанием. Содержание текста песни ближе по стилистике к традиционному року по сравнению с остальными композициями; звучание близко к фортепианному регтайму, что демонстрирует ретро-лирические оттенки и создаёт общее романтическое настроение. После вокала на фоне, соло играет вводный рэгтайм-риф. Заканчивается композиция медленным затуханием. Спокойное, вместе с тем, с нотками отчаяния, пение Боуи строится на простом, но выигрышном приглашении быть романтическим партнёром рассказчика. Ярким моментом композиции является последнее замечание: «sometimes you get so lonely» (перевод с англ. иногда ты становишься таким одиноким); начальная строка в финале никогда не произносится.
Песня «Be My Wife» стала первым альбомным хитом Боуи. Она часто исполнялась вживую в различных турах, и сам исполнитель неоднократно называл эту песню во время выступлений своей любимой. Это утверждение можно увидеть и услышать в концертных записях.

## Видеоклип
Клип песни «Be My Wife» был вторым официальным видеоклипом Дэвида Боуи после «Life on Mars?». Визуально они схожи между собой тем, что в обоих клипах присутствует одинаковый белый фон. Тем не менее, видеоклип Стэнли Дорфмана на «Be My Wife» показал Боуи с иным макияжем и одеждой, выбранной под влиянием актёра Бастера Китона, акцент на гитарном исполнении песни подчёркивает её общее настроение.

## Трек-лист
1. «Be My Wife» — 2:55
2. «Speed of Life» — 2:45

## Участники производства
- Продюсеры
  - Тони Висконти
  - Дэвид Боуи
- Музыканты
  - Дэвид Боуи: лид-вокал, лид-гитара, бас-гитара
  - Карлос Аломар: ритм-гитара
  - Джордж Мюррей: бас
  - Деннис Дэвис: барабаны
  - Рой Янг: фортепиано
  - Брайан Ино: синтезатор

## Лайв-версии
- Лайв-версия была записана во время тура Isolar II для альбома Stage, но не была выпущена до 2005. Релиз вышел только после переиздания альбома Stage. Другое живое исполнение песни, позднее в том же туре 1978 года, было включено в концертный альбом Welcome to the Blackout, выпущенный в 2018 году.
- Живая версия от Earls Court, записанная в Лондоне 1 июля 1978 года, была выпущена на полулегальном альбоме RarestOneBowie в 1994 году.
- Живое выступление, снятое в Дублине в ноябре 2003 года во время A Reality Tour, можно увидеть на DVD, как и выступления со всеми песнями соответствующего альбома.

## Другие релизы
- Песня появилась в следующих сборниках[4]:
  - Sound + Vision бокс-сет (1989)
  - Bowie: The Singles 1969—1993 (1993)
- Трек был выпущен в виде диска с изображениями в наборе RCA Life Time.
- Момус записал кавер-версию в своём альбоме Turpsycore 2015 года.
- Макс Лоренц выпустил версию песни для своего альбома «Kiss You in the Rain» 2011 года под названием «Макс Лоренц поет Дэвида Боуи».